# Odznaka za Rany
Odznaka za Rany (niem. Verwundetenabzeichen) – niemiecka odznaka ustanowiona przez cesarza Wilhelma II w 1918 roku.

## Wersje odznaki
Odznakę przyznawano w trzech podstawowych wersjach:

### Czarna Odznaka za Rany
Odlewana z żeliwa lub mosiądzu. Czarną odznakę przyznawano w dwóch przypadkach:
- żołnierz został zraniony 1 lub 2 razy podczas walki lub podczas ataku powietrznego
- żołnierz podczas wykonywania rozkazów został ranny w wyniku odmrożenia

### Srebrna Odznaka za Rany
Odlewana z tombaku lub cynku i posrebrzana. Srebrną odznakę przyznawano w dwóch przypadkach:
- żołnierz został zraniony 3 lub 4 razy podczas walki lub podczas ataku powietrznego
- żołnierz podczas wykonywania rozkazów został ciężko ranny

### Złota Odznaka za Rany
Odlewana z tombaku lub cynku i pozłacana. Złotą odznakę przyznawano w trzech przypadkach:
- żołnierz musi być zraniony co najmniej 5 razy podczas walki lub podczas ataku powietrznego
- żołnierz podczas wykonywania rozkazów został bardzo ciężko ranny
- żołnierz zmarł w czasie wykonywania rozkazów

## Odznaka za Rany od 1918
Wilhelm II ustanowił odznakę 3 marca 1918 dla żołnierzy Armii Cesarstwa Niemieckiego jako nagrodę za rany odniesione podczas I wojny światowej. Od 8 lipca 1918 odznaki mogły być również przyznawane członkom oddziałów kolonialnych Schutztruppe.

## Odznaka za Rany dla Marynarki Wojennej
Dla marynarzy Cesarskiej Marynarki Wojennej, Wilhelm II 24 czerwca 1918 zmienił wygląd odznaki (zamiast hełmu pojawiła się kotwica). Odznaka była przyznawana tylko w przypadku gdy rany zostały odniesione w bitwie morskiej.

## Odznaka za Rany podczas wojny domowej w Hiszpanii
Odznaka za Rany dla niemieckich ochotników podczas wojny domowej w Hiszpanii została stworzona przez Adolfa Hitlera 22 maja 1939. Łącznie wydano 182 czarne i srebrne Odznaki za Rany.

## Odznaka za Rany od 1 września 1939
Odznaka miała być noszona po lewej stronie klatki piersiowej (zwykle na kieszeni), poniżej medali wojennych.

## Zarządzenie Hitlera z 1 czerwca 1940
1 czerwca 1940 Hitler zarządził, że każdy odbiorca srebrnej lub złotej Odznaki za Rany automatycznie dostawał Krzyż Żelazny II klasy, jeżeli wcześniej nie został udekorowany tym krzyżem.

## Odznaka za Rany 20 lipca 1944

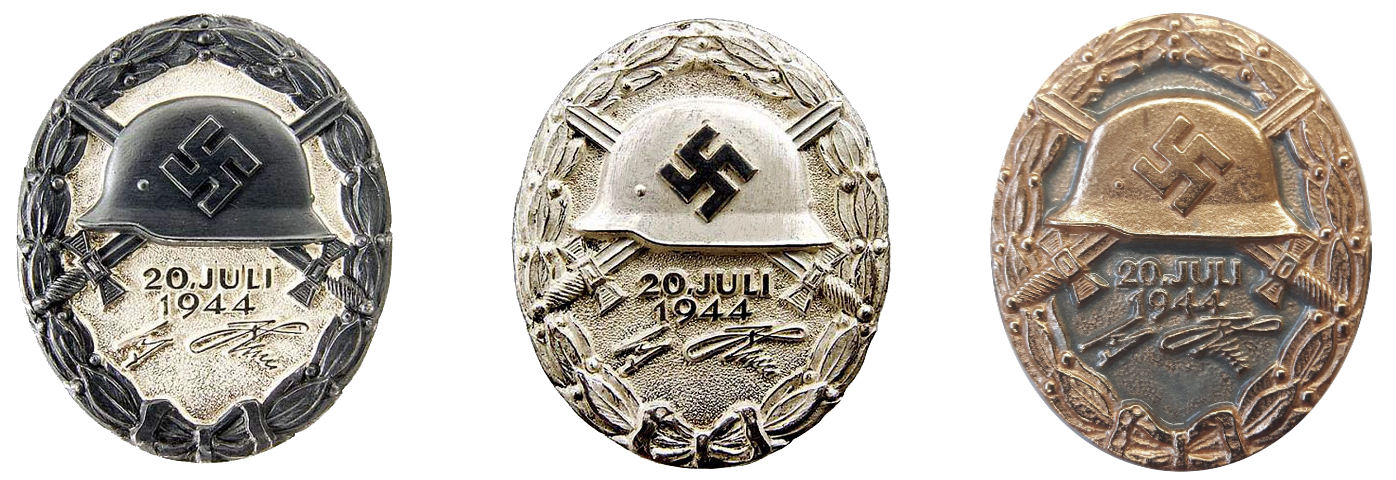
Czarna, Srebrna i Złota Odznaka za Rany 20 lipca 1944.

Odznaka za Rany 20 lipca 1944 została stworzona w sierpniu 1944 dla osób które ucierpiały w zamachu na Hitlera (zostały ranne lub zabite). Pod hełmem napisane jest: „20 lipca 1944” i pod spodem jest podpis Adolfa Hitlera. 2 września 1944 na ceremonii odznakę przyznano 25 osobom (wliczając Hitlera).

## Odznaka po wojnie
Zgodnie z rozporządzeniem z dnia 26 lipca 1957 odznaka mogła być noszona po usunięciu swastyki (przed rozporządzeniem noszenie odznak było zabronione). Dodatkowo wprowadzono baretki; przedstawiające miniaturkę odznaki w formie okucia na czarnej wstążce.